# Worship Him
Worship Him è il primo album in studio del gruppo musicale industrial black metal svizzero Samael, pubblicato nel 1991 dalla Osmose Productions.

## Tracce
1. Sleep of Death – 3:45
2. Worship Him – 6:30
3. The Knowledge of the Ancient Kingdom – 5:06
4. Morbid Metal – 4:56
5. Rite of Cthulhu – 2:02
6. The Back Face – 3:31
7. Into the Pentagram – 6:47
8. Messenger of the Light – 2:42
9. Last Benediction – 1:23
10. The Dark – 4:29

## Formazione
- Michael "Vorph" Locher - voce, chitarra
- Christophe "Mas" Mermod - basso
- Alexandre "Xy" Locher - batteria, tastiere